# Всесвітній курултай башкирів
Всесвітній курултай (конгрес) башкирів (башк. Бөтә донъя башҡорттары ҡоролтайы (конгресы)) — міжнародний союз громадських організацій, покликаний вирішувати завдання об'єднання, етнокультурного розвитку та оновлення башкирів. Штаб-квартира розташована в Башкортостані в м. Уфі.

## Історія
Традиція башкирів збирати курултай або йийин для самоврядування, обговорення найбільш важливих питань і вирішення нагальних проблем сягає своїм корінням в глибоке минуле. Документально відомо, що йийини проводилися ще у 1556—1557 роках, коли вирішувалися питання про добровільне входження Башкортостану до складу Росії. Після укладення угоди про умови вступу до складу Росії, його результати були схвалені на йийинах родів.
Після низки башкирських повстань, рішення про яких приймалися на загальних йийинах представників родів, царський уряд в цілях припинення заворушень в Башкортостані заборонив скликати йийини.
У 1917 році в Уфі та в Оренбурзі пройшли Всебашкирські курултаї, що визначають стратегію національного розвитку башкирського народу (див. Башкирський національний рух). Результатами останнього всебашкирського курултаю, названого установчим, було утвердження створення автономії Башкурдистану. Делегатами з'їздів були башкири з Оренбурзької, Пермської, Самарської і Уфімської губерніях.

### I Всесвітній курултай башкирів
I Всесвітній курултай башкирів відбувся 1-2 червня 1995 р. в Уфі. Брало участь близько 800 делегатів з Башкортостану, 28 суб'єктів РФ і 19 країн світу. Працювало 10 секцій. Обговорювалися проблеми щодо зміцнення державності Башкортостану і його конституції; соціально-економічного, політичного і національно-культурного розвитку Башкортостану і башкирського народу; встановлення і розвиток зв'язків з башкирами, які проживають за межами республіки та ін. Прийняті звернення до башкирської нації, народів Республіки Башкортостан, держав світу, Державного Зібрання — Курултаю Республіки Башкортостан, ООН.

### II Всесвітній курултай башкирів
II Всесвітній курултай башкирів відбувся з 14 по 15 червня 2002 р. в Уфі. Брало участь близько 800 делегатів з Республіки Башкортостан, 33 суб'єктів РФ і 19 країн. Працювало 12 секцій. У підсумковій резолюції зазначалося про принципи розвитку федеральних відносин на основі конституційно-договірних відносин, про зміцнення міжнаціональних і міжконфесійних відносин, про удосконалення законів РБ і РФ та ін. Прийняті звернення до башкирского народу, народів Башкортостану, Президента РФ.

### III Всесвітній курултай башкирів
III Всесвітній курултай башкирів відбувся 10-11 червня 2010 р. в Уфі. Брало участь близько 850 делегатів з Республіки Башкортостан, 35 суб'єктів РФ і 18 країн. Працювало 12 секцій, в тому числі вперше працював Молодіжний курултай, на якому брало участь близько 1 000 делегатів. Обговорювалися питання федералізму в Росії, про перспективи подальшого розвитку державності Башкортостану, вивчалися завдання пошуку рішення проблем по башкирській національній освіті, охорони та розвитку башкирського мови, демографії, соціально-економічного становища населення республіки та ін. Прийняті послання до башкирської нації та інших народів республіки, Президента РФ.

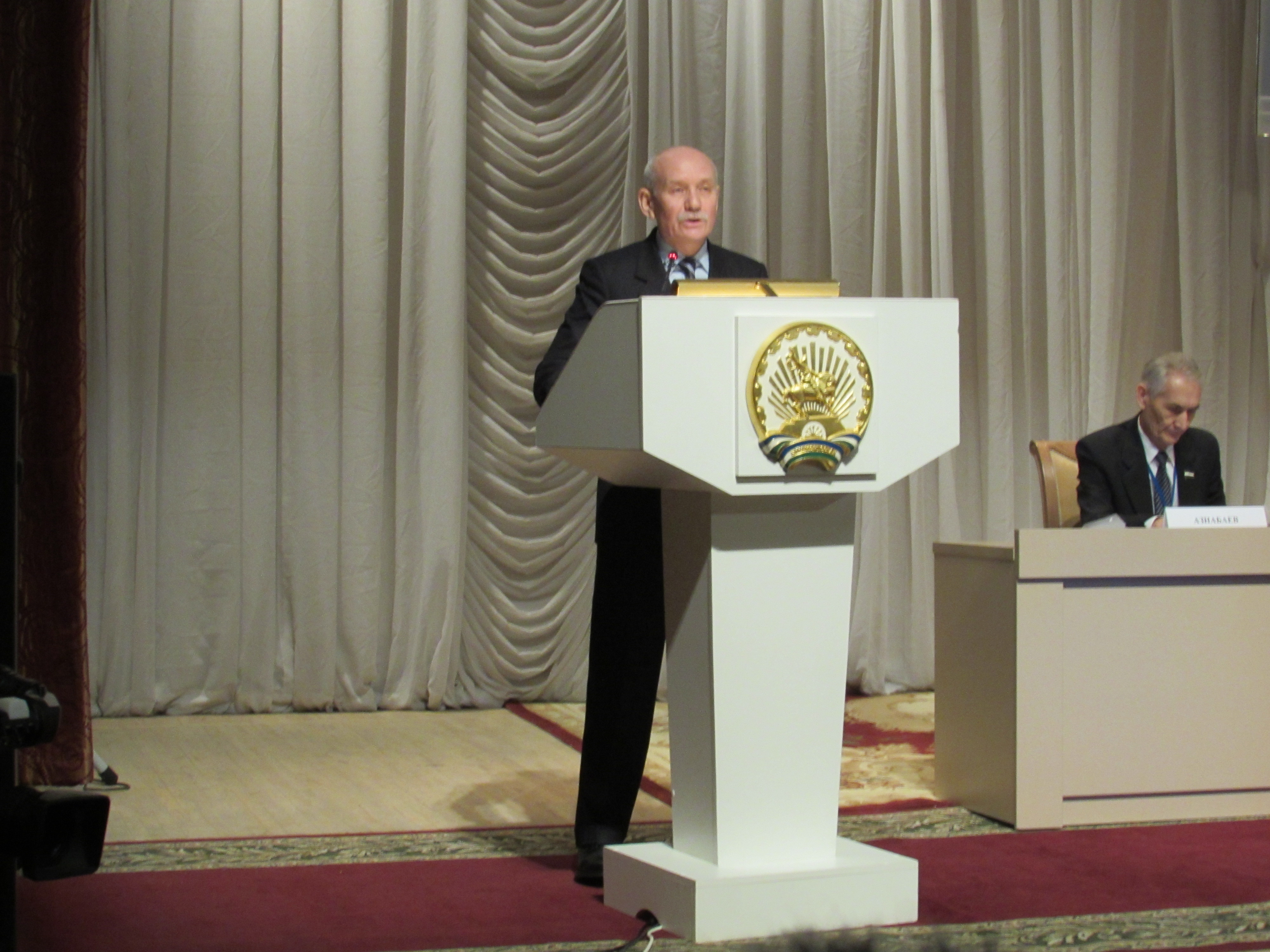
Рустем Хамітов бере участь у роботі Курултаю 2015 р.

### IV Всесвітній курултай башкирів
Пройшов 21 листопада 2015 року в Уфі. З вітальним словом до учасників звернувся Голова Республіки Башкортостан Рустем Хамітов.

## Голови Виконкому ВКБ
- Мажитов Ніяз Абдулхакович (1995—2002)
- Сулейманов Ахмет Мухаметвалеєвич (2002—2006)
- Азнабаєв Руміль Талгатович (2006—2009)
- Галін Азамат Закієвич (2009—2010)
- Султанмуратов Ільгіз Замфірович (2010—2011)
- Юсупов Марсель Харісович (2011—2012)
- Азнабаєв Руміль Талгатович (2012—2015)
- Ішемгулов Амір Мінніахметович (з 2015 року)[4]